# Фаерберг, Михаил Иосифович
Михаил Иосифович Фаерберг (23 сентября 1946, Рыбница — 23 декабря 2019, Курган) — главный врач роддома № 1 города Кургана. Заслуженный врач Российской Федерации.

## Биография
Михаил Иосифович Фаерберг родился 23 сентября 1946 года в семье военного лётчика, ветерана Великой Отечественной войны, в городе Рыбница Рыбницкого района Молдавской ССР, ныне город является административно-территориальной единицей левобережья Днестра Республики Молдова и контролируется непризнанной Приднестровской Молдавской Республикой. Еврей.
В 1964 году окончил школу № 43 города Одессы, после школы работал санитаром скорой помощи. 
В 1972 году окончил Тюменский государственный медицинский институт, учёбу совмещал с работой на амбулаторном приёме в женской консультации № 1 города Тюмени. Работал препаратором кафедры ТГМИ.
В 1973—1979 годах — врач акушер-гинеколог городской больницы № 2 города Кургана.
В 1979—2009 годах — главный врач роддома № 1 города Кургана. Врач акушер-гинеколог высшей категории. В 2003 году Курганский городской роддом № 1 удостоился звания «Больница, доброжелательная к ребенку».
Член исполкома движения «Врачи мира за предотвращение ядерной войны».
В 2007—2010 годах — член Общественной палаты города Кургана первого и второго состава.
После выхода Фаерберга на пенсию работал в муниципальном учреждении «Городская поликлиника № 4» г. Кургана, сначала гинекологом,  затем на административной работе. В сентябре 2013 года на дополнительных выборах в Курганскую городскую Думу пятого созыва по одномандатному избирательному округу № 23 был доверенным лицом у кандидата от ЛДПР Юрия Михайловича Александрова, сына главного врача МУ «Городская поликлиника № 4» Михаила Юрьевича Александрова.
Михаил Иосифович Фаерберг умер 23 декабря 2019 года в городе Кургане. Семья решила кремировать покойного.

## Награды
- Заслуженный врач Российской Федерации, декабрь 1998 года
- Почётная медаль и диплом общества акушеров-гинекологов «За большой личный вклад в развитие акушерства и гинекологии Российской Федерации»
- Почётная грамота Министерства здравоохранения,

## Семья
- Жена Татьяна Анатольевна Рокина – врач-рентгенолог.
- Дочь Елена — клинический перинатальный психолог.
- Сын Леонид